# نادي المقاولون العرب موسم 2018–19
موسم 2018–2019 هو الموسم الـ 38 لفريق المقاولون العرب في الدوري المصري الممتاز والموسم الـ 14 على التوالي في الدوري الممتاز منذ عودته للدوري مرة أخرى في موسم 2005–2006. ويشارك الفريق في الدوري المصري الممتاز ، وكأس مصر.